# Marcelo Augusto
Marcelo Augusto Oliveira (Santos, 29 de julho de 1971) é um cantor, ator e apresentador brasileiro. Fez parte do elenco dos programas humorísticos A Turma do Didi e Aventuras do Didi, durante 10 anos.

## Trajetória
Marcelo Augusto iniciou sua carreira como modelo desfilando e fazendo ensaios fotográficos depois foi no SBT, mais precisamente no programa Corrida Maluca, onde atuou num quadro do programa de tevê como ator até o ano de 1991. Apadrinhado por Gugu Liberato, Marcelo iniciou então uma carreira de cantor, tendo em seu primeiro álbum a regravação de "Hey Girl", canção que já havia feito sucesso com o The Fevers. Seu segundo álbum foi lançado em 1993, com a música e trabalho "A Vida Tem Dessas Coisas", mais tarde gravada pela dupla Leandro e Leonardo. No entanto, seu grande hit veio em 1994, quando gravou "Completamente Apaixonados", uma adaptação da canção "Completamente Enamorados" de Eros Ramazzotti.
No ano de 1997, Marcelo foi convidado pela extinta Rede Manchete a apresentar o programa Perdidos na Tarde ao lado de Luiz Thunderbird, e posteriormente o Mexe Brasil, dessa vez sozinho. Após a compra da Manchete pela RedeTV!, Marcelo Augusto e Valéria Monteiro foram os primeiros apresentadores do programa A Casa é Sua, programa que depois chegou a ser comandado por Clodovil, Ronaldo Esper, Sônia Abrão e Leonor Corrêa. Pouco tempo depois, Marcelo foi convidado pela TV Gazeta para substituir Guto Moreno na apresentação do programa "Ligação".
Por fim, de 2002 até 2012, atuou ao lado de Renato Aragão nos programas A Turma do Didi e Aventuras do Didi na Rede Globo. Em 2006, Marcelo fez seu primeiro espetáculo teatral. Unindo os talentos de cantor e ator, Marcelo protagonizou o musical "O Rei da Noite" inspirado na vida do produtor Carlos Machado, que foi o responsável pela introdução do teatro cantado no Brasil e o grande rei da noite carioca. Em 2014, foi contratado pelo SBT para fazer parte do reality show Esse Artista Sou Eu, comandado por Márcio Ballas. Em 2015, faz uma participação especial na novela Cúmplices de Um Resgate como um treinador pessoal contratado por Meire. Assumiu-se gay em 2018.

## Filmografia

### Televisão
| Ano     | Título                  | Papel            | Nota                                    |
| ------- | ----------------------- | ---------------- | --------------------------------------- |
| 2015    | Cúmplices de um Resgate | Personal Trainer | Episódios: "30 de agosto–2 de setembro" |
| 2014    | Esse Artista Sou Eu     | Participante     | 4° Lugar                                |
| 2012    | Criança Esperança       | Ele mesmo        |                                         |
| 2010–13 | Aventuras do Didi       | Marcelo          |                                         |
| 2002–10 | A Turma do Didi         | Marcelo          |                                         |
| 1999–00 | A Casa é Sua            | Colunista        |                                         |
| 1997–99 | Mexe Brasil             | Apresentador     |                                         |
| 1991    | Os Trapalhões           | Ele mesmo        | Episódio 15                             |

### Cinema
| Ano  | Título                      | Papel                 |
| ---- | --------------------------- | --------------------- |
| 2004 | Didi Quer Ser Criança       | Segurança do Parque 2 |
| 2003 | Didi, o Cupido Trapalhão    | Marcelo               |
| 1998 | Simão, o Fantasma Trapalhão | Marcelo               |
| 1997 | O Noviço Rebelde            | Ele mesmo             |

## Discografia
- Hey Girl (1991)
- A vida tem dessas coisas (1993)
- Completamente Apaixonados (1994)
- É Assim Que Vou Te Amar (1996)
- Eterno e Fugaz (1997)
- O Amor Sabe O Que Faz (2000)

### Singles
- Baby (1993)
- Histórias de uma Vida (1994)
- Completamente Apaixonados (1994)
- Um Bom Perdedor (1995)
- Em Tempo de Valsa (1996)
- Rock And Roll Lullaby (1997)
- O Amor Sabe O Que faz (2000)